# Antonio Lo Muscio
Antonio Lo Muscio (Trinitapoli, 28 marzo 1950 – Roma, 1º luglio 1977) è stato un rivoluzionario italiano degli anni di piombo.

## Biografia
Di origini pugliesi, la famiglia si era trasferita nell'hinterland milanese. Aveva cominciato a lavorare in fabbrica, ma, renitente alla leva, era stato condannato a un anno e tre mesi di reclusione.
In prigione comincia a fare attività politica ed entra nel collettivo delle Pantere Rosse fondato a Perugia.
Nel 1975 entra a far parte dei Nuclei Armati Proletari.
Il 22 marzo a Roma su un autobus uccide, sparandogli alla schiena, l'agente di Polizia Claudio Graziosi, che fuori servizio aveva riconosciuto tra i passeggeri e bloccato la nappista Maria Pia Vianale, evasa da poco dal carcere di Pozzuoli, ordinando all'autista dell'autobus di dirigersi verso il più vicino posto di Polizia.
Muore il 1º luglio 1977 quando, mentre si trovava seduto sulla scalinata della basilica di San Pietro in Vincoli a Roma, in compagnia di Maria Pia Vianale e di Franca Salerno (sua compagna dell'epoca, da cui ebbe anche un figlio), rimase ucciso in seguito ad un conflitto a fuoco che aveva ingaggiato con una pattuglia dei Carabinieri.